# Nakivale
Nakivale är ett flyktingläger i Isingiro i Uganda. Antalet flyktingar i lägret uppgick 31 mars 2014 till omkring 61 000, huvudsakligen från Kongo-Kinshasa, Rwanda, Somalia och Burundi. Det beräknas även finnas ungefär 35 000 ugandier i dess direkta närhet som kan ta del av rent vatten, sjukvård, utbildning och annan humanitär hjälp som lägret kan bistå med.
Nakivale har funnits sedan 1958 men existerar sedan 1960 i sin nuvarande form och är ett samarbete mellan olika FN-organ, Ugandas regering och olika frivilligorganisationer. Arealen uppgår till 185 km² och är det åttonde största i världen. År 2014 var lägret indelat i 79 byar utspritt över tre zoner (Rubondo, Base camp och Juru). Varje by inrymmer 800–1000 personer. Bosättarna har möjlighet till att få disponera över 50x100 meter stora landmarker med målet att bli självförsörjande. För flyktingarnas säkerheten svarar Ugandas regering.